# Окахао
Окахао — маленький городок на севере Намибии, в области Омусати. Является центром одноимённого избирательного округа. Через город проходит автодорога Оутапи — Цанди — Окахао.
Население — 1665 чел. (по переписи 2011 года).
Местность, на которой находится Окахао, в основном засушливая, покрытая редколесьем.
В местном Совете все семь мест по результатам выборов 2015 года были заняты представителями партии «Организация народов Юго-Западной Африки».
Окахао находится на территории племенного королевства Онганджера, из которого родом Сэм Нуйома, первый президент Намибии и председатель правящей партии «Организация народов Юго-Западной Африки».
В городе работают две начальных, одна смешанная, одна средняя и одна частная школы. Публичная библиотека, полицейский участок, медицинский центр.